# Melvin Belli
Melvin Mouron Belli (Sonora, 29 luglio 1907 – San Francisco, 9 luglio 1996) è stato un avvocato, saggista e attore statunitense.

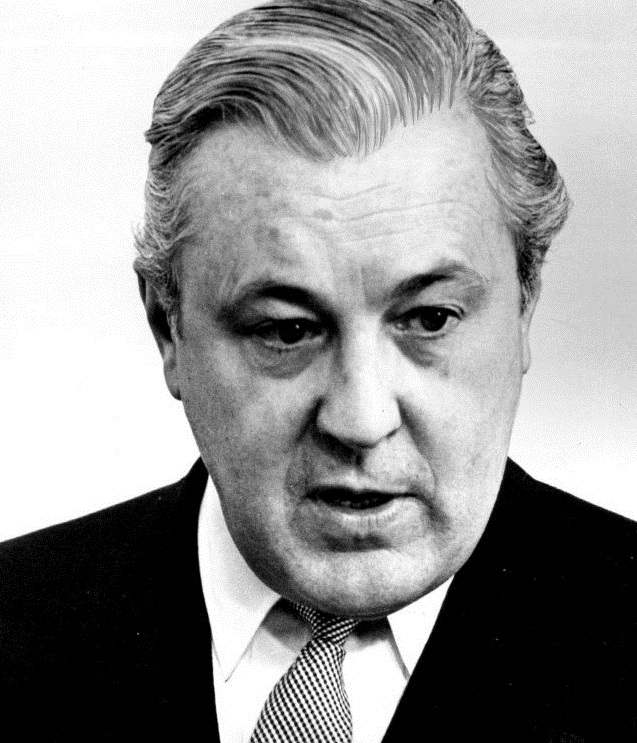
Melvin Belli nel 1967

soprannominato "Il re degli illeciti civili" e dalle compagnie assicuratrici "Melvin il bellicoso". Ebbe molti celebri clienti, tra cui Zsa Zsa Gábor, Errol Flynn, Chuck Berry, Muhammad Ali, i Rolling Stones, Jim Bakker e Tammy Faye Messner, Martha Mitchell, Maureen Connolly, Lana Turner, Tony Curtis, e Mae West. Durante la sua carriera, ottiene oltre 600 milioni di dollari di risarcimento danni per i suoi clienti. Fu inoltre l'avvocato di Jack Ruby, che sparò a Lee Harvey Oswald, poco dopo l'omicidio di John Fitzgerald Kennedy.

## Biografia
Belli nacque nella città della corsa all'oro californiana di Sonora, ai piedi della Sierra Nevada. I suoi genitori erano di origine italiana, provenienti dalla Svizzera. Sua nonna, Anna Mouron, fu la prima farmacista donna in California. Negli anni '20, la famiglia si trasferì nella città di Stockton, in California, dove Belli frequentò la Stockton High School.
Belli si laureò all'Università della California, a Berkeley nel 1929. Dopo aver viaggiato per il mondo, si laureò in legge alla Boalt Hall School of Law di Berkeley nel 1933.

## Carriera
Dopo la sua ammissione all'ordine degli avvocati della California, il suo primo lavoro fu posare come vagabondo per la Works Progress Administration e camminare sui binari per osservare l'impatto della Grande Depressione sulla popolazione vagabonda del paese. La sua prima grande vittoria legale arrivò poco dopo la laurea, in una causa per lesioni personali in cui aveva come cliente un ferito su un tram. Nonostante le obiezioni degli avvocati delle assicurazioni, Belli portò in aula un modellino di un incrocio tra un tram e un'auto, e il cambio e la catena coinvolti nell'incidente, per dimostrare ai giurati esattamente cosa fosse successo.
Oltre ai suoi casi per lesioni personali, che gli sono valsi il soprannome di "King of Torts" (Re degli illeciti civili), Belli è stato determinante nel creare alcune delle basi della moderna legge sui diritti dei consumatori, sostenendo diversi casi negli anni '40 e '50 che hanno costituito la base per cause legali successive e contenziosi storici da parte di personaggi come Ralph Nader. Belli sostenne (in casi come Escola v. Coca-Cola Bottling Co. , nel 1944: una cameriera di un ristorante di Merced, in California, fu ferita dall'esplosione di una bottiglia di Coca-Cola) che tutti i prodotti hanno una garanzia implicita, che è da immaginare che i prodotti saranno utilizzati da un gran numero di persone, non solo dal destinatario diretto del prodotto fabbricato, e che la negligenza dell'imputato non deve quindi essere dimostrata se il suo prodotto è difettoso.

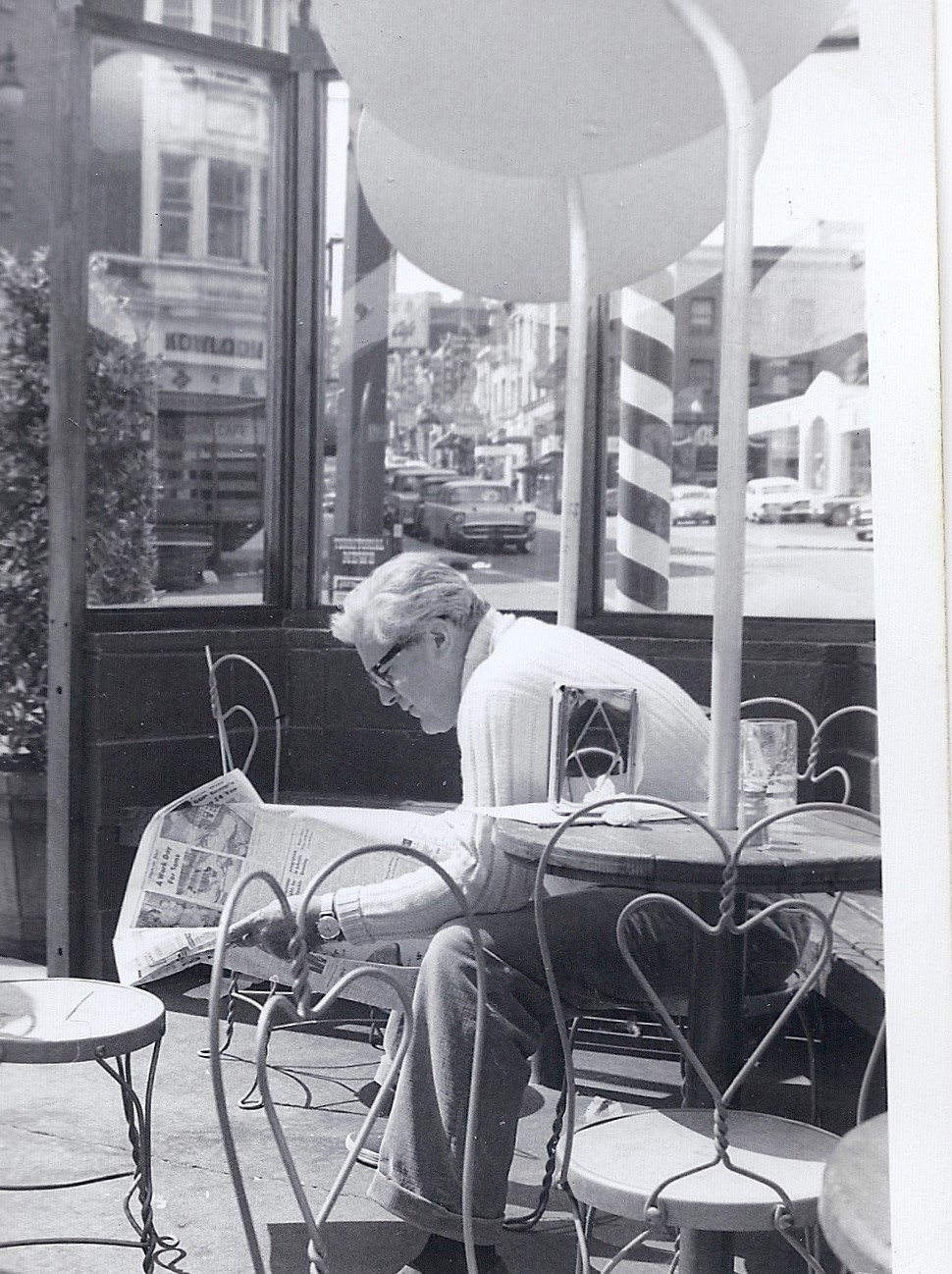
Belli a Clown Alley, 1964

Nel suo libro Ready for the Plaintiff, Belli descrisse esempi di negligenza menzionati da lui o da colleghi con cui vinse molte cause- per esempio, un suo collega in Florida mostrò come un costruttore aveva violato il codice edilizio a Miami Beach riguardo all'uso di spessori di legno nella costruzione di muri perimetrali (vietati dal codice municipale per effetto della salsedine e dell'aria dell'oceano). Il rivestimento era una lastra di marmo vitreo, la cui aderenza era indebolita dal clima; è caduto dal lato dell'edificio e ha ferito un passante, che ha fatto causa al costruttore. Dopo aver vinto una causa in tribunale, Belli alzava una bandiera con lo Jolly Roger nell'edificio del suo ufficio nel distretto di Barbary Coast a San Francisco (che Belli sosteneva fosse un bordello dell'era della corsa all'oro) e sparava con un cannone, montato sul tetto del suo ufficio, per annunciare la vittoria e la festa imminente.
Nel suo caso più celebre, Belli rappresentò Jack Ruby, gratuitamente, dopo che Ruby sparò e uccise Lee Harvey Oswald. Belli tentò di dimostrare che Ruby era infermo di mente e che aveva una storia di malattie mentali in famiglia. Sabato 14 marzo 1964, Ruby fu condannato per omicidio premeditato e fu condannato a morte. Immediatamente dopo, Ruby e i suoi fratelli licenziarono Belli come avevano già assunto e licenziato molti altri avvocati durante il caso. Alla fine del 1966, la condanna di Ruby fu annullata con l'aiuto di altri avvocati difensori sulla base del fatto che non aveva ricevuto un processo equo e che era stato programmato un nuovo processo fuori Dallas, ma Ruby morì di cancro prima che il nuovo processo potesse aver luogo. Belli divenne molto critico nei confronti del direttore dell'FBI J. Edgar Hoover.
Nel 1969 un uomo chiamò la polizia di San Francisco, dicendo di essere Zodiac, e acconsentì a chiamare il presentatore televisivo Jim Dunbar nel suo talk show della mattina A.M. San Francisco se Belli o l'avvocato F. Lee Bailey fossero stati presenti. La polizia contattò Belli e Dunbar per organizzare il tutto con la speranza di catturare l'individuo. Come promesso, il sospettato chiamò, pronunciò poche parole, e poi attaccò, ripetendo l'operazione per ben 54 volte nelle due ore successive. Belli ricevette una lettera da Zodiac lo stesso anno.
Lo studio di Belli presentò istanza di fallimento nel dicembre 1995. Belli rappresentava 800 donne in una class action contro la produttrice di protesi mammarie Dow Corning. Belli vinse la causa, ma quando la Dow Corning dichiarò fallimento, Belli non riuscì a trovare alcun modo per recuperare i 5 milioni di dollari che il suo studio aveva anticipato a dottori ed esperti che avevano testimoniato. 
Negli anni sessanta, Belli era tra i principali membri dell'ordine dei ricorrenti in giudizio della California che contribuì a fondare la California Trial Lawyers Association, che a metà degli anni '90 fu ribattezzata Consumer Attorneys of California. L'organizzazione fu istituita per aiutare a stabilire degli standard e a promuovere una formazione legale continua per aiutare i consumatori ad avere maggiori possibilità in tribunale contro i potenti team legali assunti dalle compagnie assicuratrici e dalle grandi società, che in genere erano gli imputati nelle cause per incidenti, lesioni personali ed altre cause legali dei consumatori.

## Nei media
Belli è stato il produttore esecutivo di Tokyo File 212 (1951), il primo film di Hollywood girato interamente in Giappone. Il film aveva Florence Marly e Robert Peyton nei ruoli chiave.
Belli apprezzava le sue frequenti apparizioni televisive e nei film; nel 1965, disse ad Alex Haley, che lo stava intervistando per Playboy, che avrebbe potuto essere un attore se non avesse fatto l'avvocato.
Belli apparve in "Sul pianeta Traicon", un episodio del 1968 dell'originale serie di Star Trek. Il suo personaggio era "Gorgan, l'angelo amichevole", un essere demoniaco che corrompe un gruppo di bambini, uno dei quali era il figlio Caesar.
Apparve nel documentario di Albert e David Maysles Gimme Shelter del 1970, che mostra come assistette i Rolling Stones per il disastroso concerto del 6 dicembre 1969, all'Altamont Free Concert.
Nel 1986 recitò con il ruolo di avvocato difensore in un episodio della serie tv Hunter dal titolo "True Confessions". 
Nel 1996 Belli recitò l'oratoria alla rappresentazione da parte della fanfara di ottoni di David Woodard della "Preghiera di guerra" (The War Prayer) di Mark Twain alla Old First Church di San Francisco.
Belli è stato interpretato da Brian Cox nel film del 2007 Zodiac nella scena che rappresentava la conversazione tenuta da Belli con il sospettato dei delitti di Zodiac nel talk show on A.M. San Francisco.

## Autore
Belli è stato autore di diversi libri, tra cui i sei volumi Modern Trials (scritti tra il 1954 e il 1960) che divennero un testo classico sul metodo dimostrativo di presentazione delle prove. L'uso inedito di Belli - e per qualcuno poco dignitoso   — di prove "esplicite" e di esperti come testimoni divenne in seguito una pratica comune in aula. La sua autobiografia My Life on Trial è un resoconto della sua vita e degli eventi degni di nota in cui è stato coinvolto durante la sua carriera. Scrisse inoltre l'introduzione al libro 847.0 The Whiplash Injury di L. Ted Frigard, pubblicato nel 1970. Il dottor Frigard aveva aiutato Belli per un problema fisico attraverso la cura chiropratica.

## Vita privata
Belli si è sposato sei volte e ha divorziato cinque. Il suo matrimonio con la sua quinta moglie, l'ex Lia Georgia Triff, si concluse con uno scandaloso e aspro procedimento di divorzio nel 1991. Belli accusò la sua ex moglie di avere una relazione con l'arcivescovo Desmond Tutu e di aver gettato uno dei suoi cani giù dal Golden Gate Bridge. Fu multato di 1.000 dollari per averla ripetutamente chiamata "El Trampo". A un certo punto, Belli fu espulso dall'aula dopo aver accusato il giudice di andare a letto con l'avvocato della sua ex moglie. Alla fine fu costretto a pagarle una cifra stimata di $ 15 milioni. Belli sposò la sua sesta moglie, Nancy Ho, il 29 marzo 1996. Il suo figlio più giovane, Melia, avuto dalla quinta moglie Lia, è diventato uno studioso di storia dell'arte, ed è attualmente assistente professore di storia dell'arte asiatica presso l'Università del Texas ad Arlington.

## Morte
Belli morì per complicazioni dovute a un tumore del pancreas nella sua casa di San Francisco il 9 luglio 1996, all'età di 88 anni. Morì improvvisamente alla presenza di sua moglie Nancy. Il New York Times citò il suo pubblicista Edward Lozzi: "Era seduto; ha smesso di respirare improvvisamente". Al momento della sua morte, aveva tre figli, tre figlie, dodici nipoti e due cani. È sepolto nell'Odd Fellows Cemetery di Sonora, in California, sua città natale.

## Opere
- 1950, The Voice of Modern Trials
- 1951, The Adequate Award
- 1952, The More Adequate Award
- 1952, The More Adequate Award and the Flying Saucers
- 1954, Modern Trials (6 volumi)
- 1955, The Use of Demonstrative Evidence in Achieving the More Adequate Award
- 1955, Medical Malpractice
- 1956, Blood Money Ready for the Plaintiff
- 1956, Ready for the Plaintiff: A Story of Personal Injury Law
- 1959, Modern Damages (6 volumi)
- 1960, Belli Looks at Life and Law in Japan
- 1963, Belli Looks at Life and Law in Russia
- 1964, Dallas Justice: The Real Story of Jack Ruby And His Trial
- 1967, Trial Tactics
- 1968, Criminal Law
- 1968, The Law Revolt: A Summary of Trends in Modern Criminal and Civil Law
- 1968, The Law Revolution
- 1971, Angela: A Revealing Close-Up of the Woman And the Trial
- 1976, My Life on Trial: An Autobiography
- 1983, The Belli Files
- 1986, Everybody's Guide to the Law (coautore Allen P. Wilkinson)

## Filmografia (come attore)
- Star Trek – serie TV, episodio 3x04 (1968)
- 1968, Quattordici o guerra (se stesso)
- 1970, Gimme Shelter (se stesso)
- 1972, Arnie (serie tv, come Jonathan Berrenger, avvocato)
- 1973, Ground Zero (a.k.a. The Golden Gate Is Ground Zero)
- 1978, Lady of the House (TV, come il sindaco Jim di San Francisco)
- 1979, Whodunnit? (serie TV, se stesso)
- 1984, Guilty or Innocent (serie TV, se stesso)
- 1988, Hunter (serie TV, se stesso nell'episodio True Confessions)
- La signora in giallo (Murder, She Wrote) - serie TV, episodio 7x16 (1991)
- 2000, American Justice, Divorce Wars (serie TV)